# Gizem Karaca
Gizem Karaca   (Istanbul, 7 de setembre de 1992) és una actriu i model turca.

## Vida personal
Va passar la seva infància als Estats Units i el Canadà i va tornar a Turquia de petita. Es va graduar a la Facultat de Llengua i Literatura Francesa de la Universitat d'Istanbul. Va participar al concurs de bellesa Miss Turquia 2011, quedant en segon lloc. Això li va possibilitar representar Turquia al concurs Miss Món el 2011.
Durant el rodatge d'Emir'in Yolu va tenir una relació sentimental amb el seu company de sèrie Çağatay Ulusoy. El 25 de gener del 2013 ella i altres actors es van veure embolicats en un escàndol per drogues i van ser detinguts per la policia turca, essent condemnada a 4 anys i 2 mesos per tràfic de drogues el maig de 2018.
Gizem Karaca es va casar amb l'empresari turc Kemal Ekmekçi el 16 de setembre de 2017.

## Carrera
Va començar la seva carrera d'actriu protagonitzant la sèrie de televisió Eve Fallen Yıldırım, que es va emetre a Show TV el 2012. El mateix any, va interpretar el paper principal de Güneş Sancaktar en la seva segona sèrie de televisió, anomenada Feriha. Com que la sèrie es va cancel·lar després del 13è episodi, Gizem Karaca va anar a Amèrica durant un temps l'estiu del 2013 i va estudiar interpretació a la New York Film Academy. Va continuar actuant amb Ben Still Hope. El 2014 va protagonitzar el seu primer llargmetratge anomenat Seni Seviyorum Adamım. La pel·lícula es va estrenar el 21 de novembre. Karaca va protagonitzar amb Mehmet Ali Nuroğlu i Berk Cankat la sèrie de televisió Güzel Köylü, que es va emetre a Star TV el juny de 2014. La sèrie va acabar el 17 de juny de 2015. El 2017, va començar a protagonitzar Içimdeki Firtina. El mateix any es va incorporar a la sèrie de televisió Kara Sevda amb el paper del comissari Mercan. El 2018 té un paper a la pel·lícula turca Hürkus.

## Filmografia
| any       | Film/Sèries               | Personatge                     | Rol          | Canal            |
| --------- | ------------------------- | ------------------------------ | ------------ | ---------------- |
| 2011      | L'Oréal Paris Miss Turkey | Ella mateixa com a participant |              | FOX TV           |
| 2012      | Eve Düşen Yıldırım        | Muazzez                        |              | Show TV          |
| 2012      | Emir'in Yolu              | Güneş Sancaktar                | Protagonista | Show TV          |
| 2013-2014 | Benim Hala Umudum Var     | Umut Özden/Korkmaz             |              | Star TV, FOX TV  |
| 2014      | Seni Seviyorum Adamım     | Ezel                           |              | Pel·lícula       |
| 2014-2015 | Güzel Köylü               | Gül Sümbül                     |              | Star TV          |
| 2016      | Istanbul Sokaklari        | Nazli                          |              | Show TV          |
| 2017      | Kara Sevda                | Mercan                         | Protagonista | Star TV          |
| 2017      | Içimdeki Firtina          | Deniz Kara/ Elif Deran         | Protagonista | Kanal D; Star TV |
| 2017      | Küçük Ortak               | Ceren                          | Protagonista | film             |
| 2017      | Ai Lav Yu tuu             | Sulten                         | Protagonista | Film             |
| 2018      | İnsanlık Suçu             | Suna Değirmenci                | Protagonista | Kanal D          |
| 2018      | Hürkus                    |                                |              | Pel·lícula       |
| 2020-2022 | Masumlar Apartmanı        | Neriman                        | Protagonista | TRT 1            |

## Premis
- Miss Turquia 2011, Primera finalista.
- Miss Món 2011, Premi al millor vestit.